# Emil Färnström
Olof Emil Färnström, född 1 augusti 1882 i Ljusterö församling, Stockholms län, död 23 juli 1973 på Lidingö, var en svensk teolog, präst, lektor och författare.
Efter studentexamen i Hudiksvall 1900 inledde han akademiska studier i Uppsala. Han blev filosofie kandidat 1904, teologie kandidat 1907, teologie licentiat 1915, teologie doktor 1935, praktisk teologiskt prov 1915. Han prästvigdes för Uppsala ärkestift 1915 och gjorde provår i Stockholm 1908, var extralärare vid Göteborgs högre realläroverk 1909–1911, adjunkt vid Falköpings realskola 1913–1916, lärare vid Lidingö samrealskola 1916, lektor vid Lidingö gymnasium 1919, lektor i kristendom vid Lidingö högre allmänna läroverk 1935–1948. Färnström hade olika prästliga förordnanden samt var ledamot av Lidingö kyrkofullmäktige och kyrkoråd. Han var också ledamot av Nordstjärneorden.
Han är begravd på Lidingö kyrkogård.
Emil Färnström var son till kontraktsprosten Olof Färnström och Kristina Michelson. Han gifte sig 1914 med Gunhild Beskow (1891–1970), dotter till hovpredikanten Fritz Beskow och Sophie Lagerhjelm. De fick barnen Gunnar Färnström (1915–2008), Margareta Uggla (1916–2008), Karin Färnström (1918–2013), Bengt Färnström (född 1920), Birgitta Sonnevi (född 1921) och Stig Färnström (1931-2016).